# Западный Тавр
За́падный Тавр (тур. Batı Toroslar) — горная система в Турции, которая дугой охватывает залив Анталья.

## Основные сведения
Довольно высокие горные цепи (горы Бей — до 3070 м, хребет Акдаглар — до 3016 м) разделены глубокими долинами, изрезаны каньонами. Между хребтами Западного Тавра в его северной части расположены группы озер, давшие этому району название «турецкая страна озер». Имеются пресные озера — Бейшехир, Эгирдир, Сугла; солёные озера — Аджигёль и Акшехир. Наивысшая точка Западного Тавра — вершина Акдаг (3070 м) в горах Бей.

## Описание
Для обращенных к побережью склонов передовых хребтов Западного Тавра характерны хвойные, в основном, сосновые леса. Ближе к Анатолийскому плоскогорью повсеместны степные и полупустынные ландшафты. Из хвойных здесь встречаются кустики арчи, ниже попадаются заросли барбариса. В засушливых местах широко распространены акантолимоны — низкорослые колючие растения, произрастающие сообществами подушкообразной формы, и другие ксерофиты.